# Јакобени (Јаши)
Јакобени (рум. Iacobeni) насеље је у Румунији у округу Јаши у општини Владени. Oпштина се налази на надморској висини од 46 m.

## Становништво
Према подацима из 2002. године у насељу је живело 290 становника, од којих су сви румунске националности.